# Boulengerula boulengeri
Boulengerula boulengeri é um anfíbio gimnofiono da família Caeciliidae. É endémica da Tanzânia.